# Château de Viven
 (juillet 2020).
Le château de Viven est un édifice construit durant le XVIIIe siècle, à l'initiative du marquis Jean-César de Mesplès, sur les fondations d'un ancien bâti datant du XIVe siècle.
Il est situé dans la commune de Viven, dans le département français des Pyrénées-Atlantiques, en région Nouvelle-Aquitaine.

## Histoire
Durant l'Antiquité, on trouve sur ce site une ancienne domus, construite sur une butte surplombant la plaine du Luy-de-France et ayant jadis été un présent d’un officier romain. 
Au XIVe siècle, vers 1360, un second édifice est érigé sur les ruines du précédent par la famille de Barzun, puis, en 1576, par mariage, la propriété passe à la famille d’Arros. 
Partisan huguenot, Bertrand d’Arros, dont la famille devient rapidement connue aux quatre coins du Béarn, entame vers 1608, après les nombreuses guerres de Religion sous Henri IV, la reconstruction de la demeure familiale, alors en fort mauvais état, pour la somme de neuf-mille livres tournois. 
Vers 1750, le marquis de Mesplès, président du Parlement de Navarre, acquiert le domaine et décide sa totale reconstruction. Il fait alors raser l’ancienne bâtisse à l’exception des fondations qui servent d’assise à l’actuel château, dont les travaux débutent à partir de 1756, aidés par l’effort de nombreux artisans béarnais et quelques cagots.
En 1793, le marquis et son épouse sont contraints de fuir le domaine, de peur des répercussions de la Révolution française du fait de leur condition. Le château est vendu peu après la disparition de la marquise en 1807.
Selon la légende, Jean de Navailles, trésorier général des Antilles sous le Premier Empire, se serait vu offrir le domaine par Napoléon 1er, en remerciement d’un service pendant la prise de la Guadeloupe par les Anglais en janvier 1810.
Jean de Navailles emploie de nombreux esclaves affranchis pour l’entretien de son domaine au cours du début du XIXe siècle et l’un d’entre eux, Louis dit « le nègre de Viven » (1754-1847), est inhumé à ses côtés, cas très rare pour l’époque, en témoigne aujourd’hui une pierre tombale scellée au dos des communs.
Au XXe siècle, le domaine reçoit la visite de nombreuses personnalités comme le cardinal d’Astros et l’écrivain Pierre Loti.
Le domaine est acquis en 1982 par les actuels propriétaires qui, depuis, ne cessent de restaurer le domaine.

## Description
L'actuel édifice est construit au sommet d'un promontoire qui surplombe toute la plaine du Luy-de-France. 
Le logis seigneurial est composé de deux niveaux avec chacun sept travées de fenêtres côté cour et six travées côté jardin ainsi qu'un troisième niveau sous comble percé de dix lucarnes. Une aile d'offices le relie aux communs disposés en "L" et qui abritaient les cuisines. Une aile parallèle à ces communs, plus petite, accueillait les écuries.
Un bassin, restauré en 1990, orne l'avant-cour. Les jardins, eux aussi restaurés, sont labellisés "Jardin remarquable" en juin 2006. Le parc abrite un pigeonnier, vestige du château féodal.
Le château est inscrit monument historique en 1989 pour ses façades et toitures ainsi que celles de l'ensemble des communs, y compris la maison en adobe, le grand salon, la salle de billard et la salle à manger avec leurs décors intérieurs, ainsi que la terrasse avec ses vestiges du jardin de buis taillés et le pigeonnier.

## Aujourd'hui
Propriété de la famille Graciet depuis 1982, le château et ses jardins sont ouverts à la visite durant cinq mois de l'année, du 15 mai au 15 octobre, et ouvre occasionnellement le reste de l'année pour divers événements comme des concerts, spectacles, expositions et repas.